# Wineglass
Wineglass – jednostka osadnicza w Stanach Zjednoczonych, w stanie Montana, w hrabstwie Park.